# Tudorel Stoica
Tudorel Stoica (n. 7 septembrie 1954, Brăila) este un fost fotbalist român, care a jucat la Steaua București și în echipa națională de fotbal a României.
În martie 2008 a fost decorat cu Ordinul „Meritul Sportiv” Clasa a II-a pentru câștigarea Cupei Campionilor Europeni din sezonul 1985-1986.

## Titluri
Steaua București
- Divizia A: 1975-76, 1977–78, 1984–85, 1985–86, 1986–87, 1987–88, 1988–89
- Cupa României: 1975–76, 1978–79, 1984–85, 1986–87, 1988–89
- Cupa Campionilor Europeni: 1985–86
- Supercupa Europei: 1987